# Punktmarkt
Ein Punktmarkt ist in der Volkswirtschaftslehre ein Markt, auf dem die Preisbildung durch zeitgleiche Präsenz der Anbieter und Nachfrager stattfindet.

## Allgemeines
Die Volkswirtschaftslehre unterscheidet eine Vielzahl von Marktformen. Darunter befindet sich auch der Punktmarkt, der eine Unterart des vollkommenen Marktes darstellt, auf dem die Marktteilnehmer einige Prämissen zu erfüllen haben.

## Marktstruktur
Die Anbieter und Nachfrager tauschen homogene Güter aus und treffen räumlich an einem überschaubaren Ort zusammen, so dass die Entfernungen zwischen ihnen auf den Prozess der freien Preisbildung keinen Einfluss ausüben. Folge ist, dass keine unterschiedlichen Transportkosten anfallen (räumlicher Punktmarkt) und Angebot und Nachfrage zum selben Zeitpunkt aufeinandertreffen (zeitlicher Punktmarkt). Streng genommen müssen zwecks gleicher Transportkosten auch die Standorte (Wohnort oder Geschäftssitz) der Anbieter und Nachfrager zusammenfallen, so dass kein Transportproblem auftritt. Damit gehört der Punktmarkt zu den homogenen Märkten, auf denen die Marktteilnehmer auch keine persönlichen Präferenzen hegen.

## Beispiele
Typische Punktmärkte sind der Wochenmarkt, die Börse (Wertpapier-, Waren- und Energiebörse) oder Messen. Polypolistische Konkurrenz auf einem unvollkommenem Markt liegt vor, wenn auf einem Punktmarkt heterogene Güter gehandelt werden. Vielfach wird davon ausgegangen, dass der Internethandel ein Punktmarkt ist, weil eine Illusion von der Omnipräsenz aller Nutzer an einem Ort entstehe. Auch den Thünenschen Ringen liegt ein Punktmarkt zugrunde.

## Wirtschaftliche Aspekte
Marktteilnehmer empfinden es allgemein als vorteilhaft, Güter in der Nachbarschaft als in größerer Entfernung zu kaufen, weil auf diese Weise Transportkosten und Zeit (Arbeits- oder Freizeit) eingespart werden und dies bequemer ist. Diese räumlichen Präferenzen entfallen bei der Fiktion eines Punktmarktes, der von der räumlichen Ausdehnung der Wirtschaft absieht.
Die Theorie der regionalen Preisdifferenzierung beruht einerseits auf der räumlichen Abgrenzung der Teilmärkte und andererseits auf dem Entstehen von Transportkosten. Ist die letztere Bedingung nicht erfüllt, liegt kein relevanter Markt vor, sondern ein Punktmarkt.